# Commanderie de La Chaux
La commanderie de la Chaux est une commanderie templière puis hospitalière située sur le territoire de la commune vaudoise de La Chaux, en Suisse.

## Historique
La Chaux fut donnée par les seigneurs de Cossonay aux templiers avant 1223. La commanderie qui y fut établie ne semble pas avoir été particulièrement profitable, car en 1277 une partie des possessions fut vendue à l'ordre franciscain pour payer des dettes. Après la dissolution de l'Ordre, elle passa en 1315 aux chevaliers de l'ordre de Saint-Jean de Jérusalem. De la commanderie dépendaient les hospices d'Orbe, de Villars-Sainte-Croix et de Montbrelloz.
Après la Réforme protestante, la commanderie fut sécularisée, inféodée au dernier commandeur, puis en 1539 aux frères du réformateur Guillaume Farel, enfin vendue en 1540 à un gentilhomme picard, Robert du Gard.
De nos jours, la commanderie est inscrite comme bien culturel d'importance régionale.

### Commandeurs Templiers
| Nom du commandeur (preceptor) | Dates     |
| ----------------------------- | --------- |
| Pierre de Besancon            | vers 1277 |

### Commandeurs Hospitaliers
On trouve le commandeur de Vaud, de La Chaux, de la Chaux en Vaud.
| Nom du commandeur                   | Dates     | Commentaires |
| ----------------------------------- | --------- | --- |
| fr. Guillaume de Pierrafeux         | 1315      | [ ou 1325 ] « frère Guillaume de Pierrafeux commandeur au pays de Vaud des maisons de l'ordre de St.-Jean de Jérusalem autrefois des Templiers »                                            |
| fr. Aymon de Cossonay               | 1345      | [ Incertain ] |
| Pierre de Billens (1348-?)          | 1373      | Commandeur de « Monteciconio in diocesi Bisuntinenci » (Montseugny) & de « Vaux in diocesi Genevensi » (1373) ; (1398) Également mentionné comme commandeur de Vaud et des Feuillets (s.d.) |
| Pierre de Billens (1348-?)          | 1399      | Commandeur de « Monteciconio in diocesi Bisuntinenci » (Montseugny) & de « Vaux in diocesi Genevensi » (1373) ; (1398) Également mentionné comme commandeur de Vaud et des Feuillets (s.d.) |
| Hugues de Boisset                   | 1443-1450 | |
| Antoine de Malleres                 | 1458      | preceptor Caleis in Vuodo et pertinentianum ejusdem |
| fr. Louis de Franc...               | 1483      | fratri Ludovico de Franc..., preceptori Calcis in Vuaudo |
| fr. Guy Bonard, alias de Rossillion | 1518      | |
| fr. Jean Roland                     | 1525      | |

## Possessions
Les Maisons du Temple connues sont , : 
- Sainte-Marie-Madeleine de Maconnex (cf. la Liste des commanderies templières en Rhône-Alpes)
- Saint-Denis d'Entremont
- Les hospices d'Orbe
- Les hospices de Villars-Sainte-Croix
- Les Hospices de Montbrelloz
- Un hôpital mentionné en 1228 a également été associé au titre de Saint-Thibaud, près de Chavornay.